# ドラキュラ/デメテル号最期の航海
『ドラキュラ/デメテル号最期の航海』（ドラキュラ/デメテルごうさいごのこうかい、原題：The Last Voyage of the Demeter）は、2023年制作のアメリカ合衆国のホラー映画。
ブラム・ストーカー原作の古典ホラー小説『吸血鬼ドラキュラ』の第7章「デメテル号船長の航海日誌」の映画化。
2023年7月11日、アンブリン・パートナーズは、配給会社のユニバーサルとパートナーシップ契約を結び、ユニバーサルがアンブリンの作品に共同出資することを発表し、アンブリンはスタッフの20%を解雇すると発表した最初の作品でもある。

## あらすじ
物語はデメテル号船長の書き遺した航海日誌に記された、およそ1カ月にわたる無慈悲な存在と対峙した壮絶な記録を基に描かれる。
1897年、ルーマニアからイギリスのロンドンに向けて商船デメテル号が出航する。だがその航海の途上、船内では毎夜不可解な出来事が発生する。

## キャスト
※括弧内は日本語吹替。
- クレメンス医師：コーリー・ホーキンズ（三宅健太）
- アナ：アシュリン・フランシオーシ（ブリドカットセーラ恵美）
- エリオット船長：リーアム・カニンガム（乃村健次）
- ヴォイチェク航海士：デヴィッド・ダストマルチャン（興津和幸）
- ドラキュラ伯爵：ハビエル・ボテット[8]
- ジョセフ：ジョン・ジョン・ブリオネス（上田燿司）
- オルガネス：ステファン・カピチッチ（大羽武士）
- ペトロフスキー：ニコライ・ニコラエフ（藤原聖侑）
- ラーセン副船長：マルティン・フルルンド（石狩勇気）
- エイブラムス：クリス・ウォーリー（野田てつろう）
- トビー少年：ウッディ・ノーマン（漆山ゆうき）
- 片目の船乗り：ノーレディン・ファリヒ（田島章寛）

## 製作
本作のプロジェクトは模型店で働いていたブラギ・シャット・Jrが1992年の『ドラキュラ』に携わった同僚と親しくなり、映画の脚本を執筆したことから始まったが、その後は20年以上に渡る開発地獄に陥っていた。
2003年にはフェニックス・ピクチャーズが脚本を獲得し、ロベルト・シュヴェンケが監督に任命されるが2009年5月ごろに降板。後任としてマーカス・ニスペルが就任するが、時代設定や水上撮影の問題から2010年までにシュテファン・ルツォヴィツキーに交代した。この頃ノオミ・ラパスやベン・キングズレーの参加が発表される。
のちにシュテファンもプロジェクトから離れ、デヴィッド・スレイドが監督を引き受け、ジュード・ロウが主演すると報じられるが、ラパスが『プロメテウス』への出演を理由に降板。さらに監督はデヴィッドからニール・マーシャルへと引き継がれ、ロウの役はヴィゴ・モーテンセンへ交代となった。
ここからしばらく音沙汰のない状況が続いていたが、2019年にアンブリン・パートナーズが映画化権を獲得。監督にアンドレ・ウーヴレダルが就任し、ザック・オルケウィッツによって新しい脚本が執筆されたと報道された。2021年1月にはコーリー・ホーキンスの主演が決定した。

### 撮影
主要撮影はベルリンで開始され、続けてマルタ（イムディーナ）で行われた。マルタでの撮影には1000人以上のスタッフ、キャスト、エキストラが参加した。アンブリン・パートナーズからの投資により、デメテル号は船内のセットだけでなく、実物大の帆船が制作された。

## 公開
『ドラキュラ/デメテル号最期の航海』は2023年8月11日にユニバーサル・ピクチャーズ配給のもと、米国の2715館で公開された。公開から3日間の売り上げは650万ドルで、北米映画興行ランキング第5位となった。全世界での興行収入は2170万ドルで、本作はボックスオフィス・ボムの一つとみなされている。
当初は2023年1月27日の公開を予定していた。

## 評価
レビューサイトのRotten Tomatoesでは、191人の批評家のレビューに基づき支持率は49％、平均評価は10点満点中5.6点を獲得した。同サイトの批評家の一致した見解は「『ドラキュラ/デメテル号最期の航海』は度々語られるドラキュラの物語に斬新な視点を見出したものの、精彩を欠いた演出がしばしば本作の閉所恐怖症的な緊張感を損なっている。」となっている。